# Phidim

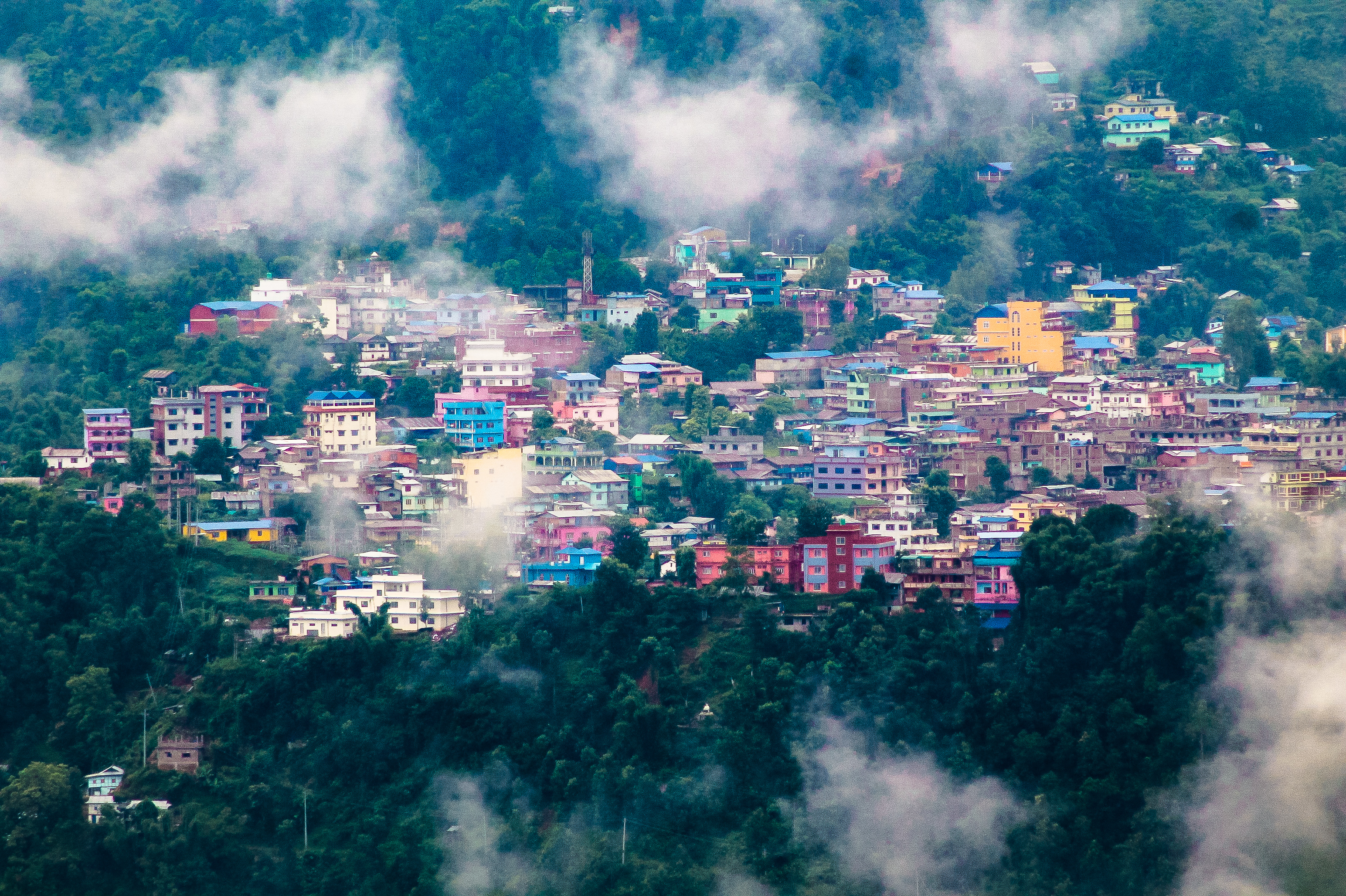
Phidim (2017)

Phidim (Nepali फिदिम Phidim) ist eine Stadt (Munizipalität) im Osten Nepals im Distrikt Panchthar.
Phidim liegt 5 km östlich des Tamor-Flusstals auf einer Höhe von 1120 m. In Phidim befindet sich die Distriktverwaltung von Panchthar.
Phidim erhielt im Mai 2014 die Stadtrechte. Zu diesem Anlass wurden die benachbarten Village Development Committees Chokmagu und Siwa eingemeindet.
Das Stadtgebiet umfasst 66,07 km². Durch Phidim verläuft die Fernstraße Mechi Rajmarg.

## Einwohner
Bei der Volkszählung 2011 hatten die VDCs, aus welchen die Stadt Phidim entstand, 24.768 Einwohner (davon 11.764 männlich) in 5857 Haushalten.